# Sumas
Sumas is een plaats (city) in de Amerikaanse staat Washington, en valt bestuurlijk gezien onder Whatcom County.

## Demografie
Bij de volkstelling in 2000 werd het aantal inwoners vastgesteld op 960.
In 2006 is het aantal inwoners door het United States Census Bureau geschat op 1132, een stijging van 172 (17,9%).

## Geografie
Volgens het United States Census Bureau beslaat de plaats een oppervlakte van
3,6 km², geheel bestaande uit land. Sumas ligt op ongeveer 21 m boven zeeniveau.

## Plaatsen in de nabije omgeving
De onderstaande figuur toont nabijgelegen plaatsen in een straal van 16 km rond Sumas.